# Campionat d'Europa de billar artístic
El Campionat d'Europa de billar artístic fou un torneig de billar en la modalitat de billar artístic, que es disputà de forma irregular des de 1947, organitzat per la Confédération Européenne de Billard.

## Historial
Font:
| Num. | Any  | Seu                   | Campió             | P.      | Finalista          | P.      |
| ---- | ---- | --------------------- | ------------------ | ------- | ------------------ | ------- |
| 01   | 1947 | París                 | René Vingerhoedt   | 247     | Roger de Becker    | 223     |
| 02   | 1948 | Marsella              | René Vingerhoedt   | 260     | Roger de Becker    | 229     |
| 03   | 1949 | Anvers                | René Vingerhoedt   | 294     | Roger de Becker    | 244     |
| 04   | 1950 | Barcelona             | René Vingerhoedt   | 258     | Raymond Steylaerts | 245     |
| 05   | 1951 | Amsterdam             | René Vingerhoedt   | 256     | Raymond Steylaerts | 246     |
| 06   | 1952 | Bordeus               | Joaquim Domingo    | 267     | René Vingerhoedt   | 254     |
| 07   | 1953 | Bône                  | René Vingerhoedt   | 226     | Joaquim Domingo    | 218     |
| 08   | 1954 | Madrid                | Raymond Steylaerts | 302     | Joaquim Domingo    | 231     |
| 09   | 1955 | París                 | Raymond Steylaerts | 270     | Joaquim Domingo    | 258     |
| 10   | 1956 | Madrid                | Raymond Steylaerts | 317     | Joaquim Domingo    | 284     |
| 11   | 1957 | Saarbrücken           | Raymond Steylaerts | 214     | August Tiedtke     | 159     |
| 12   | 1959 | Madrid                | Raymond Steylaerts | 249     | René Vingerhoedt   | 212     |
| 13   | 1961 | Sant Sebastià         | Raymond Steylaerts | 222     | Joaquim Domingo    | 192     |
| 14   | 1962 | Múrcia                | Raymond Steylaerts | 242     | Guy Lachmann       | 203     |
| 15   | 1968 | Lió                   | Joaquim Domingo    | 292     | Raymond Steylaerts | 242     |
| 16   | 1969 | Alacant               | Joaquim Domingo    | 246     | Raymond Steylaerts | 240     |
| 17   | 1973 | Sent-Vincent          | Raymond Steylaerts | 255     | Léo Corin          | 228     |
| 18   | 1975 | Dortmund              | Raymond Steylaerts | 265     | Léo Corin          | 265     |
| 19   | 1976 | Amersfoort            | Raymond Steylaerts | 287     | Léo Corin          | 256     |
| 20   | 1977 | Brussel·les           | Raymond Steylaerts | 307     | Claudi Nadal       | 307     |
| 21   | 1978 | Saint-Maur-des-Fossés | Raymond Steylaerts | 252     | Léo Corin          | 246     |
| 22   | 1979 | Barcelona             | Claudi Nadal       | 292     | Ricard Fernández   | 258     |
| 23   | 1980 | Zúric                 | Léo Corin          | 320     | Claudi Nadal       | 272     |
| 24   | 1981 | Apeldoorn             | Herman de Jager    | 337     | Raymond Steylaerts | 328     |
| 25   | 1982 | Sant Boi de Llobregat | Raymond Steylaerts | 316     | Claudi Nadal       | 314     |
| 26   | 1983 | Linz                  | Raymond Steylaerts | 302     | Léo Corin          | 293     |
| 27   | 1984 | Bendorf               | Léo Corin          | 320     | Francis Connesson  | 308     |
| 28   | 1985 | Spoleto               | Léo Corin          | 280     | Jean Bessems       | 257     |
| 29   | 1986 | Bruay-sur-l'Escaut    | Jean Bessems       | 343     | Léo Corin          | 320     |
| 30   | 1987 | Gorssel               | Jean Bessems       | 389     | Raymond Steylaerts | 326     |
| 31   | 1988 | Dongen                | Jean Bessems       | 342     | Jan Brunnekreef    | 320     |
| 32   | 1989 | Wilrijk               | Jean Bessems       | 361     | Xavier Fonellosa   | 301     |
| 33   | 1990 | Grubbenvorst          | Léo Corin          | 71,71 % | Angelo Casales     | 58,66 % |
| 34   | 1991 | Barcelona             | Jean Reverchon     | 662     | Jordi Oliver       | 671     |
| 35   | 1994 | Aartselaar            | Thomas Ahrens      | 71,95 % | Xavier Fonellosa   | 71,93 % |
| 36   | 1995 | Berkel-Enschot        | Xavier Fonellosa   | 74,40 % | Raymond Steylaerts | 72,34 % |
| 37   | 1996 | Niederanven           | Madou Touré        | 70,35 % | Thomas Ahrens      | 68,26 % |
| 38   | 1997 | Çeşme                 | Walter Bax         | 71,56 % | Jean Reverchon     | 74,85 % |
| 39   | 2000 | Faches-Thumesnil      | Thomas Ahrens      | 72,28 % | Xavier Fonellosa   | 62,62 % |
| 40   | 2003 | Challans              | Thomas Ahrens      | 67,54 % | Jürgen Goris       | 67,13 % |
| 41   | 2005 | Sivas                 | Madou Touré        | 68,44 % | Walter Bax         | 65,78 % |
| 42   | 2007 | Malatya               | Serdar Gümüş       | 69,66 % | Kevin Tran         | 71,24 % |
| 43   | 2009 | Grubbenvorst          | Sander Jonen       | 71,44 % | Xavier Fonellosa   | 74,14 % |
| 44   | 2013 | Brandenburg/Havel     | Eric Daelman       | 77,58 % | Serdar Gümüş       | 63,99 % |
| 45   | 2015 | Brandenburg/Havel     | Serdar Gümüş       | 70,09 % | Walter Bax         | 68,23 % |
| 46   | 2017 | Brandenburg/Havel     | Serdar Gümüş       | 66,31 % | Walter Bax         | 68,63 % |
| 47   | 2019 | Brandenburg/Havel     | Erik Vijverberg    | 66,14 % | René Dericks       | 67,58 % |